# Vigo (Gerichtsbezirk)
Der Gerichtsbezirk Vigo ist einer der 13 Gerichtsbezirke in der Provinz Pontevedra.
Der Bezirk umfasst 4 Gemeinden auf einer Fläche von 252,81 km² mit dem Hauptquartier in Vigo.

## Gemeinden
| Gemeinde            | Einwohner (2024) | Fläche km² | Dichte Einw./km² | Cod INE | Postleitzahl                                          |
| ------------------- | ---------------- | ---------- | ---------------- | ------- | ----------------------------------------------------- |
| Baiona              | 12.380           | 34,47      | 359              | 36003   | 36300                                                 |
| Gondomar            | 15.103           | 74,51      | 203              | 36021   | 36380                                                 |
| Nigrán              | 18.208           | 34,77      | 524              | 36035   | 36340, 36350, 36360, 36370, 36379, 36391              |
| Vigo                | 293.977          | 109,06     | 2.696            | 36057   | 36202, 36205, 36208–36210, 36213, 36215, 36216, 36218 |
| Gerichtsbezirk Vigo | 339.668          | 252,81     | 1.344            | –       | –                                                     |